# 铜山县 (江苏省)
铜山县，中国旧县名，今中國江苏徐州市铜山区，邻接安徽省、山东省。

## 历史沿革
秦置彭城县；元朝时并入徐州；清雍正十一年（1733年）置铜山县，以县东北境有铜山而得名，但铜山现在已经沦入湖中。
中华民国元年（1912年）一月，废徐州府存铜山县:12。后设徐海道，下辖原徐州府的八县及海州等地，治所为铜山县第一区（现徐州市区）。
1939年2月19日，汪精卫政府将铜山县第一区析置为徐州市，曾短暂为伪淮海省省会。抗战胜利后，国民政府保留了徐州市，属江苏省。
1948年，中華民國內政部编辑的《中華民國行政區域簡表》中，铜山县为1等县，辖区面积为3535.17平方公里（为约计数），人口为1099296人（包括徐徐州市）:12。
1948年12月，淮海战役（国府方面称徐蚌会战）后期，中国人民解放军攻克徐州。1949年，徐州市与连云市（今连云港市）暂由山东省代管。
中华人民共和国建立初期，以苏南、苏北、鲁中南等行政公署并辖于华东大区，徐海地区被划入鲁中南行署。1952年底，徐海地区再度劃歸江苏省，为省辖市，此时期徐州市与徐州专区并存，徐州专区驻徐州市。1953年时，徐州市下辖五区：一区、二区、三区、四区、贾汪矿区。徐州专区下辖十县一市：新海连市、赣榆县、丰县、沛县、邳县、砀山县、东海县、萧县、新沂县、铜山县、睢宁县。
2010年9月，铜山县撤县改区，为铜山区。